# Mouth for War
Mouth for War è un singolo del gruppo musicale statunitense Pantera, il primo estratto dal loro sesto album in studio Vulgar Display of Power, pubblicato nel 1992.

## Descrizione
La canzone si mantiene, per tutti i suoi circa 4 minuti di durata, su un ritmo veloce e sostenuto. Il testo utilizza parole dirette e immediate per manifestare la determinazione necessaria a muovere guerra verso qualcuno.
All'interno del celebre sparatutto Doom è presente il riff principale della canzone come colonna sonora del livello E3M1 Hell Keep, dell'episodio "Inferno".

## Classifiche
| Classifica (1992) | Posizione massima |
| ----------------- | ----------------- |
| Regno Unito       | 73                |